# Ондинский канал
Ондинский (Майгубский) — канал в России, протекает по территории Валдайского сельского поселения Сегежского района Республики Карелии. Длина канала — 1,9 км.
Канал берёт начало из Ондского водохранилища на высоте 89,3 м над уровнем моря.
Устье канала расположено на высоте 89,3 м над уровнем моря в Выгозере.
Код объекта в государственном водном реестре — 02020001322302000006506.